# Bosquejo de una teoría de las emociones
El Bosquejo de una teoría de las emociones es un libro de Jean-Paul Sartre pretende mostrar las insuficiencias y contradicciones de las teorías psicoanalíticas y criticar las escuelas psicológicas, ya que estima que su método imposibilita un verdadero conocimiento del ser humano de manera integral, como sí lo hace la antropología.
Estima en este sentido que "el psicólogo se niega absolutamente a considerar a los hombres que le rodean como sus semejantes", noción que en su criterio podría ser considerada por los psicólogos como "irrisoria y peligrosa" y a partir de la cual podría tal vez edificarse una antropología.
Considera que el método psicoanalítico prefiere "lo accidental a lo esencial, lo contingente a lo necesario, el desorden al orden; es rechazar, por principio, lo esencial hacia el porvenir", en la que "su única meta consiste en acumular conocimientos fragmentarios".  Expone el autor que precisamente como reacción ante esta insuficiencia es que surge la "fenomenología", según la cual "quien empiece su indagación por los hechos no logrará nunca hallar las esencias", de ahí que sin renunciar a los hechos "es preciso reconocer que sólo las esencias permiten clasificar y examinar los hechos".
De esta forma, la psicología debería nutrirse de la fenomenología para "remontarse más allá de los psíquico, más allá de la situación del hombre en el mundo, hasta los orígenes del hombre, del mundo y de lo psíquico".
Desde las perspectiva del estudio de las emociones, implicará su teoría no estudiar la emoción como hecho aislado sino estudiar la emoción "como fenómeno trascendental puro", lo cual implica encontrar una explicación al concepto de emoción en sí, sus causas y consecuencias.
Se diferencia entonces del enfoque psicológico en que el sujeto investigador es al mismo tiempo el sujeto investigado.
La fenomenología partiría entonces de la comprensión de la realidad humana por sí misma, ya que según su criterio nos hacemos seres humanos comprendiéndonos como tales.
De esto se deriva que "la emoción es una forma organizada de la existencia humana". A partir de este marco conceptual Sartre analiza la alegría, la tristeza, la ira como formas que el ser humano adopta irreflexivamente con el fin de adoptar una posición distinta ante el mundo que le permita hacerle frente en una forma más fácil o conveniente.
La emoción es una forma de aprehender el mundo. Señala por ejemplo que "El sujeto que busca la solución de un problema práctico se halla fuera, en el mundo; aprehende el mundo a cada instante, a través de todos sus actos. Si fracasa en sus intentos, se irrita; y su misma irritación es también una manera en que se le aparece el mundo".
Según Sarte, la emoción es una transformación del mundo. Cuando el ser humano se encuentra ante un mundo urgente y difícil no puede dejar de actuar (en esta medida incluso la evasión es una actitud en la que se elimina artificialmente el problema). En su criterio, el ser humano intenta transformar el mundo a través de sus actos, y la emoción opera "en forma mágica" manipulando el mundo. Nuestra conciencia cae en esa "trampa", y realiza sus reflexiones a partir de esa nueva realidad que no fue creada reflexivamente.
- Datos: Q3058629